# Ambassade de Russie en Algérie
L'ambassade de Russie en Algérie est la représentation diplomatique de la fédération de Russie en Algérie. Elle est située dans la Wilaya d'Alger à El Biar, dans le Chemin du Prince d’Annam. Son ambassadeur est, depuis juillet 2017, Igor Beliaev.

## Ambassadeurs de Russie en Algérie
| Mandat                              | Ambassadeur                      | Années de vie |
| ----------------------------------- | -------------------------------- | ------------- |
| URSS                                |                                  |               |
| 11 novembre 1962 - 18 janvier 1964  | ABRAMOV, Alexandre Nikitich      | 1905—1973     |
| 18 janvier 1964 - 20 juin 1967      | PEGOV, Nikolaï Mikhaïlovitch     | 1905—1991     |
| 7 février 1968 - 30 novembre 1969   | SHEVLYAGIN, Dmitry Petrovich     | 1913—1969     |
| 8 mai 1970 - 10 avril 1975          | GRUZINOV, Sergei Sergeyevich     | 1920—1983     |
| 10 avril 1975 - 21 janvier 1983     | RYKOV, Nazarovich Basil          | 1918—         |
| 9 avril 1983 - 1991                 | TARATUTA, Vasiliy Nikolaivitch   | 1930—2008     |
| 1991 - 25 décembre 1991             | AKSENENOK, Alexander Georgivitch | 1942—         |
| Fédération de Russie                |                                  |               |
| 25 décembre 1991 - 4 septembre 1995 | AKSENENOK, Alexander Georgivitch | 1942—         |
| 4 septembre 1995 - 31 décembre 1999 | EGOSHKIN, Valery Evgenevitch     | 1944—         |
| 31 décembre 1999 - 8 décembre 2003  | VERCHININE, Sergey Vasilivitch   | 1954—         |
| 8 décembre 2003 - 15 février 2007   | TITORENKO, Vladimir Evgenevitch  | 1958—         |
| 15 février 2007 - novembre 2011     | EGOROV, Alexander Valentinovitch | 1951—         |
| 19 janvier 2012 - présente          | ZOLOTOV, Alexandre Yurievitch    | 1955-         |

## Consulats
Il existe une representation consulaire de Russie en Algérie : Département Consulaire à Alger - 14, Impasse Bougandoura, El Biar, Alger. Le Consulat Général de Annaba qui résidait à l'adresse 1, Boulevard Fellah Rachid  a été fermé en juin 2016). 

### Communauté russe en Algérie
En Algérie, la communauté russe est estimée à 3 000 personnes, sans compter leurs enfants et petits-enfants. Il s'agit en général de femmes russes mariées à des algériens.